# لوئیس بنت-کاورلی
لوئیس بنت-کاورلی (انگلیسی: Louise Bennett-Coverley؛ ۷ سپتامبر ۱۹۱۹ – ۲۶ ژوئیهٔ ۲۰۰۶) یک هنرپیشه، شاعر، خواننده و نویسنده اهل جامائیکا بود.
از فیلم‌ها یا برنامه‌های تلویزیونی که وی در آن نقش داشته است می‌توان به دوست یک گنج است اشاره کرد.